# The Girl Habit
Pour plus de détails, voir Fiche technique et Distribution.
The Girl Habit est un film américain réalisé par Edward F. Cline, sorti en 1931.

## Synopsis
Un séducteur essaie par tous les moyens possibles de se faire arrêter par la police afin d'être protéger d'un mari gangster qui l’a menacé de mort.

## Fiche technique
- Titre : The Girl Habit
- Réalisation : Edward F. Cline
- Scénario : Owen Davis et Gertrude Purcell
- Photographie : Larry Williams
- Montage : Barney Rogan (en)
- Musique : Johnny Green
- Société de production : Paramount Pictures
- Société de distribution : Paramount Pictures
- Pays de production :  États-Unis
- Langue : Anglais américain
- Format : Noir et blanc — 35 mm — 1,20:1 — Son : Mono (Western Electric Noiseless Recording)
- Genre : Comédie
- Durée : 77 minutes (1 h 17)
- Dates de sortie : 
  - États-Unis : 27 juin 1931
  - Australie : 5 septembre 1931
  - Irlande : 25 décembre 1931

## Distribution
- Charles Ruggles : Charlie Floyd
- Tamara Geva : Sonja Maloney
- Sue Conroy : Lucy Ledyard
- Margaret Dumont : Blanche Ledyard
- Allen Jenkins : Tony Maloney
- Donald Meek : Jonesy
- Betty Garde : Hattie Henry
- Jean Ackerman : Vendeuse de lingerie
- Murray Alper : un loubard
- Edward Gargan : Détective
- Paulette Goddard : Vendeuse de lingerie